# Nacionalismo basco

A Ikurriña criada pelos irmãos Arana.

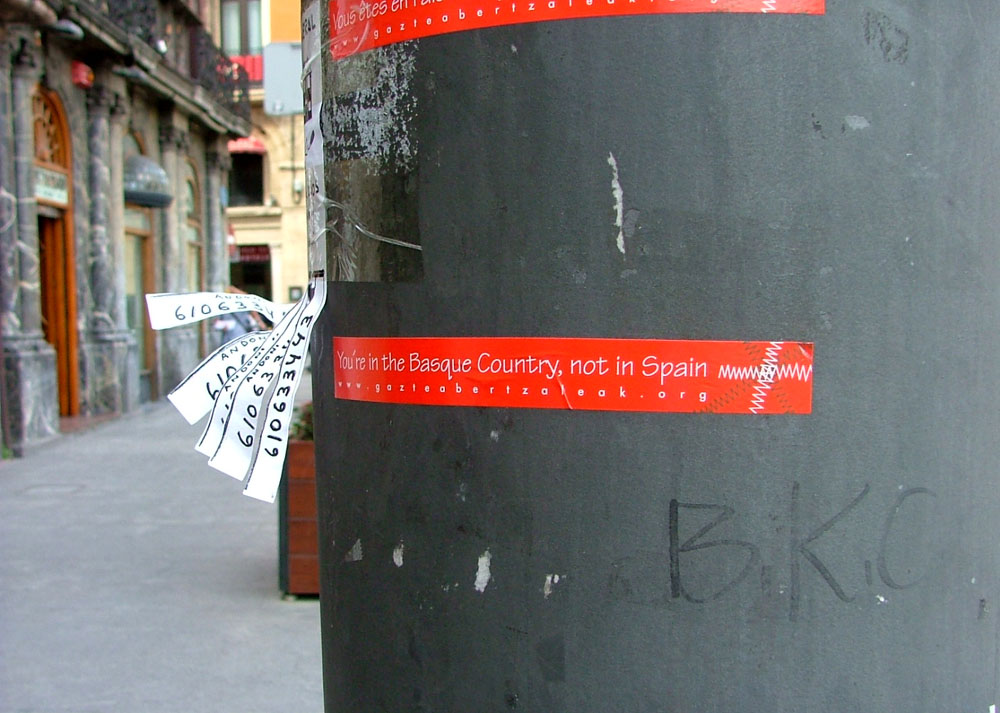
"Você está no País Basco, não na Espanha" - adesivo em inglês de Gazte Abertzaleak na parte antiga de Bilbao.

O nacionalismo basco é uma ideologia política que visa promover a unidade e defesa da identidade política dos territórios bascos, divididos entre Espanha e França.
Durante mais de cem anos de história dividiu-se em diferentes correntes ideológicas, culturais, regionalistas, autonomistas e independentistas, sendo que alguns setores minoritários como o grupo ETA defendem o uso da violência para alcançar seus objetivos.
Um dos mais importantes nacionalistas bascos foi Sabino Arana.
O País Basco apresenta ainda o exemplo de nacionalismo mais radical presente em Espanha, e essa radicalidade aumentou nos últimos tempos. O nacionalismo basco está representado fundamentalmente pelos partidos PNV (Partido Nacionalista Vasco) e EA (Eusko Alkartasuna). A sua ideologia nacionalista gira em torno da independência do seu povo, que se auto-percebe diferente de Espanha devido a particularidades linguísticas, culturais e étnicas.
A sua luta pela independência remonta ao século XIX em que os bascos tinham um grau alto de auto-governo. Nesta época o povo basco regia-se pelos direitos forais, também chamados fueros, que eram os direitos e as normas de convivência entre os cidadãos, que se perderam no século XX.
A luta nacionalista contemporânea visa-se em recuperar este direitos e recuperar o seu direito à auto-determinação. 